# Rodolfo Pereyra Martínez
Rodolfo Daniel Pereyra Martínez (Montevideo, 26 de abril de 1966) es un general uruguayo y piloto de combate de la Fuerza Aérea Uruguaya, que desde el 7 de abril de 2022 se desempeña como Jefe del Estado Mayor de la Defensa.

## Biografía
Rodolfo Daniel Pereyra Martínez nació el 26 de abril de 1966 en Montevideo.

## Carrera
En 1984 ingresó a la Escuela Militar de Aeronáutica de la Fuerza Aérea Uruguaya, graduándose en diciembre de 1987 como Alférez del Cuerpo Aéreo de la Fuerza Aérea, y como parte de su Escalafón A (Aviadores). En 1996 fue designado por Orden del Comando General de la Fuerza Aérea para realizar un Curso de Oficial de Mantenimiento de Aviones, dictado en la Academia Interamericana de las Fuerzas Aéreas (IAAFA), en Texas. En el período entre agosto de 2007 y julio de 2008, realizó el “IX Curso de Estado Mayor de las Fuerzas Armadas” en Madrid, España.
Siendo Teniente Segundo y hasta ostentar el grado de Capitán, permaneció en el Escuadrón Aéreo N.º 1 (Ataque) de la Fuerza Aérea, equipado con aeronaves de ataque al suelo FMA IA-58A Pucará, realizando tareas de mantenimiento de aeronaves y operaciones aéreas. En 1999, mientras se desempeñaba como Jefe de Mantenimiento y Piloto de Comprobación de IA-58, participó en el primer vuelo de prueba de una aeronave Pucará, armada por primera vez en Uruguay.

En 2003, al ascender al rango de Mayor, fue designado Segundo Comandante del Escuadrón de Base Aérea N.º 2, y entre 2005 y 2007 se desempeñó como Comandante del Escuadrón Aéreo N.º 1 (Ataque). En febrero de 2007 ascendió al rango de Teniente Coronel, y fue nombrado Jefe del Curso Básico de Comando y Estado Mayor Aéreo en la Escuela de Comando y Estado Mayor Aéreo (ECEMA) de la Fuerza Aérea Uruguaya, lugar donde participó, en 2008, de la implementación del primer juego de guerra aérea virtual «Fénix».

En febrero de 2009 es designado Asesor del Estado Mayor del Comando Aéreo de Operaciones, cargo que ocupó hasta setiembre del mismo año, tras lo cual fue nombrado Comandante del Escuadrón de Vigilancia Aérea. Entre noviembre de 2010 y febrero de 2011, se desempeñó como Jefe de la División Operaciones del Centro de Operaciones Aéreas.

En febrero de 2011 ascendió al rango de Coronel y fue designado director de Operaciones Aéreas, siendo a su vez, responsable del Centro de Operaciones Aéreas y del Escuadrón de Vigilancia Aérea. Cuatro años después, en 2015, fue destinado a la Casa Militar como edecán del Presidente de la República. El 1 de febrero de 2019, ascendió al grado de Brigadier General (Aviador). Ese mismo año tomó posesión como Director de la Dirección Nacional de Aviación Civil e Infraestructura Aeronáutica (DINACIA). El 22 de julio asumió como Jefe del Estado Mayor de la Fuerza Aérea.
El 9 de marzo de 2022, el Ministerio de Defensa Nacional anunció la designación de Pereyra como Jefe del Estado Mayor de la Defensa (ESMADE), en relevamiento de Gustavo Fajardo, quien había pedido el pase a retiro. Asumió el puesto el 7 de abril, en un acto que contó la presencia del presidente Luis Lacalle Pou, la vicepresidenta Beatriz Argimón, y el ministro de Defensa, Javier García Duchini, así como la de los Comandantes en Jefe de las tres Fuerzas Armadas, Gerardo Fregossi, Luis Heber De León y Jorge Wilson, del Ejército Nacional, la Fuerza Aérea y la Armada Nacional respectivamente.

## Reconocimientos
- Recibió el Premio de la Oficina de Defensa de los Estados Unidos de América por haber obtenido el promedio más alto de calificaciones en el Curso de Vuelo Avanzado en la Brigada Aérea II.[11]
- En 2002 recibió el Premio al Mérito de Seguridad de Vuelo de la Fuerza Aérea gracias a una correcta resolución de una emergencia en vuelo que logró evitar daños materiales y humanos.[3]